# Kościół ewangelicko-augsburski we Włocławku
Kościół ewangelicko-augsburski we Włocławku – neogotycka świątynia parafii ewangelicko-augsburskiej. Znajduje się przy ulicy Brzeskiej.
Świątynia została wybudowana w latach 1877–1881 (wg innych źródeł w latach 1882–1884 według projektu Franciszka Tournelle’a w stylu neogotyckim. Poświęcenie Kościoła miało miejsce 25 października 1881 roku. Jego konsekracji dokonał Generalny Superintendent ks. Paweł Ewerth z Warszawy. Świątynię wykończono w 1884 roku.
Kościół zbudowano z cegły na rzucie prostokąta, z węższą częścią ołtarzową zamkniętą trójbocznie. Część ołtarzowa jest zwrócona ku zachodowi. Sufit w środkowej części nawy przyozdobiono sklepieniem kolebkowym o zaostrzonym łuku. Kościół posiada zakrystię. Po bokach są empory wsparte na słupach. Dwuspadowy dach jest kryty dachówką. Od frontu Kościół jest ozdobiony wieżą, pod którą znajduje się kruchta.

## Historia
W 1850 roku dziedzic Siewierska, Fryderyk Wilhelm Cords zapisał 16 500 rubli na poczet budowy nowego Kościoła dla parafii ewangelickiej we Włocławku, istniejącej od 1829 roku. Realizacja testamentu opóźniła się aż do 1874 roku z powodu procesów z rodziną zmarłego. Na budowę świątyni złożyły się też datki parafian i dotacje rządowe.
Wcześniej w tym miejscu istniał XVII-wieczny, drewniany kościół pw. św. Wojciecha, w 1821 roku oddany do użytku społeczności ewangelickiej. Wraz z rozwojem parafii, Kościół nie mógł pomieścić dostateczną liczbę wiernych, wobec czego zaczęto poszukiwać środków na budowę nowej Świątyni. Kościół św. Wojciecha został rozebrany w 1881 roku, wraz z ukończeniem nowego Kościoła.
20 stycznia 1945 roku na wieży kościoła ukryli się żołnierze armii hitlerowskiej (narodowości łotewskiej), którzy ustanowili na niej stanowisko strzelnicze dla karabinu maszynowego. Stąd atakowali żołnierzy armii radzieckiej znajdujących się na dzisiejszym placu Wolności. W odpowiedzi Rosjanie wystrzelili w stronę wieży salwę z armat czołgowych. W efekcie wieża została całkowicie zrujnowana. Odbudowano ją w latach 1947–1951.
W latach 2008–2009 wnętrze kościoła poddano renowacji. Kolejnych dokonano w drugiej dekadzie XXI wieku. Wymieniono wówczas napęd dzwonów kościelnych, rynny i instalację elektryczną. Zamontowano nowe podświetlenie m.in. ołtarza. Wykonano bramę wjazdową w ogrodzeniu od strony ul. Słowackiego. Korzystając ze wsparcia Gminy Miasta Włocławek, wykonano nocną iluminację kościoła.

## Otoczenie

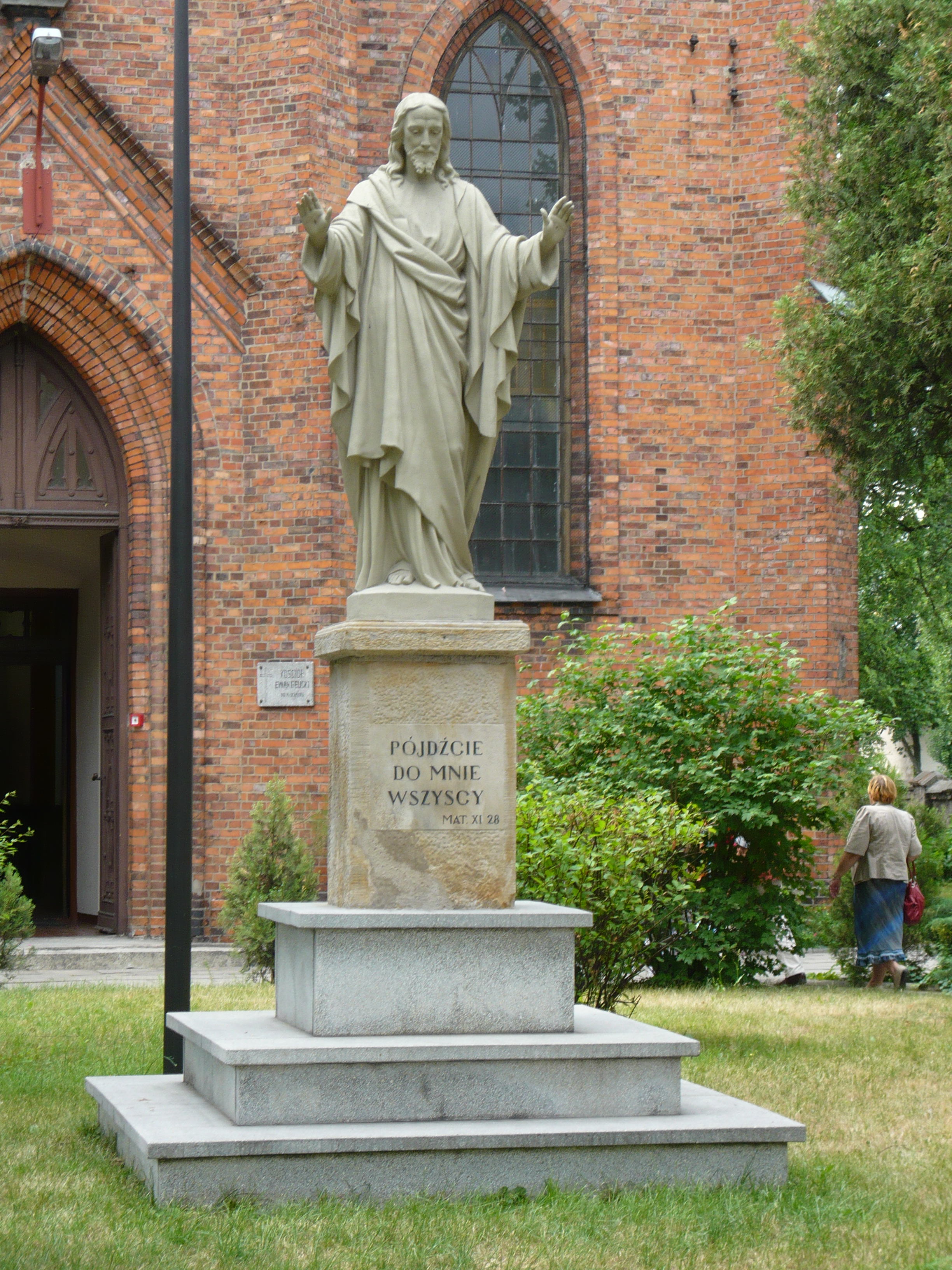
Figura Chrystusa przed frontem Kościoła

W otoczeniu kościoła znajdował się niegdyś cmentarz. Funkcjonował on od ok. 1600 roku, od 1821 roku jako cmentarz ewangelicki. Został zlikwidowany w latach 40. XIX wieku. Pozostałością po dawnym cmentarzu jest stojący w ogrodzie kościoła nagrobek Henryki Wilhelminy z Heroldów, żony pułkownika wojsk pruskich Karola de Greiffenberg, przedstawiający rzeźbę płaczącego anioła nad urną.
W pobliżu świątyni znajduje się dawna neogotycka kaplica pogrzebowa z ok. 1884 roku, pełniąca też wcześniej funkcję kancelarii parafialnej. 13 czerwca 2012 roku otworzono tu lapidarium, gdzie wystawia się ok. 120 tablic trumiennych z lat 1840–1890, znalezionych na poddaszu Kościoła podczas remontu dokonanego na przełomie 2008 i 2009 roku. 
Przy kościele pod adresem Brzeska 22 znajduje się plebania (wcześniej zwana Domem Pastora), zbudowana w stylu klasycystycznym latach 1830–1831 i gruntownie przebudowana w 1881 roku oraz latach 80. XX wieku. Obecnie znajduje się tu kaplica zimowa.
Przed frontem świątyni stoi figura Chrystusa na lastrykowym postumencie, wykonana w 1908 roku przez Franciszka Gontarskiego. Na cokole z piaskowca wyryto napis: Pójdźcie do mnie wszyscy Mat XI, 28. Pierwotnie figura była ustawiona w ścianie Ewangelickiego Domu Miłosierdzia przy ul. Słowackiego 4a. W 2010 roku poddano ją renowacji.
Teren kościoła jest otoczony kutym ogrodzeniem na podmurowanej cegle wzniesiony w 1897 roku, fundacji Ludwika i Adeli Bauerów.

## Wnętrze

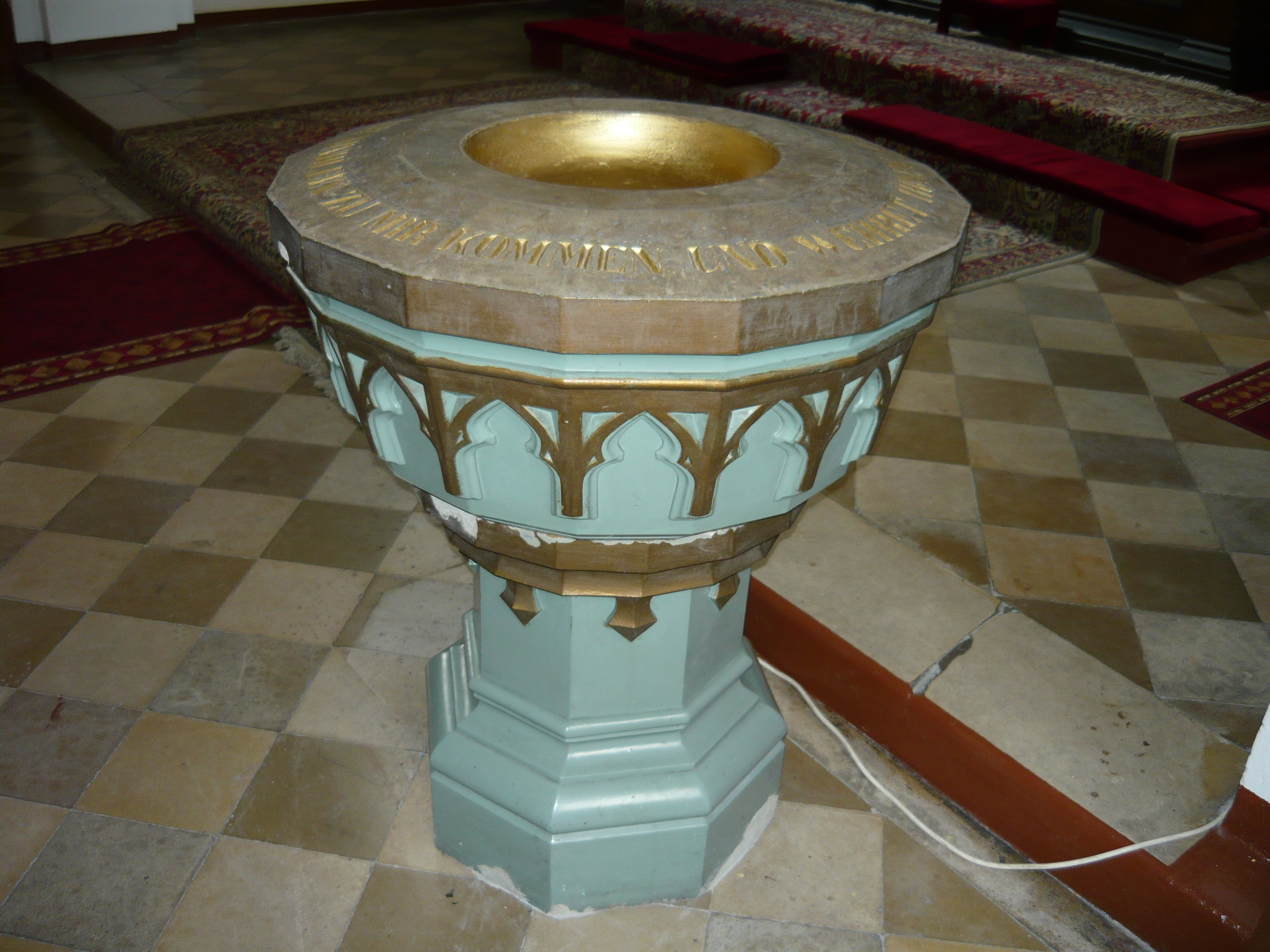
Chrzcielnica

Kościół posiada jednolite wyposażenie w stylu neogotyckim, synchronizującym z architekturą świątyni. Wyposażenie, włącznie z ławkami jest w większości oryginalne i pochodzi z lat jego budowy. Wyjątkiem są tu dzwony oraz żyrandole i lampy.
Ołtarz ustawiony jest w prezbiterium. Na froncie ołtarza wyryto symbole Alfa i Omega oraz krzyżujące się greckie litery CH i R. Na ołarzu utawiono obraz z 1889 roku autorstwa Kazimierza Mireckiego (wg inskrypcji namalowany podług dzieła Delarocha) przedstawiający modlitwę Jezusa Chrystusa w ogrodach Getsemani. 
Po lewej stronie ołtarza ustawiono ambonę, której antypendium jest przyozdabiane w barwy danej pory roku wg Kalendarza Kościelnego.
Kościół został wyposażony w 19-głosowe organy przewiezione do Włocławka latem 1881 roku. Zostały zakupione za cenę 7000 marek, zaś ich transport kosztował 3500 rubli. W owym czasie uchodziły za jedne z najlepszych w tym regionie. 20 stycznia 1945 roku zostały poważnie uszkodzone przez wojska radzieckie odbijające miasto z rąk hitlerowskich. Obecnie brakuje w nich ok. 800 piszczałek.
Ołtarz, ambona i organy wykonane zostały w firmie "Schlag i Synowie" ze Świdnicy.
Chrzcielnica została wykonana z jednolitej bryły piaskowca i ustawiona na cementowym postumencie. Na jej zewnętrznej stronie wygrawerowano inskrypcję w j. niemieckim Lasset die Kindlein zu mir kommen und wehret ihnen nich Mark 10,14 (Pozwólcie dzieciom przychodzić do mnie i nie zabraniajcie im, Ew. Marka 10,14).
Nie zachowano oryginalnych dzwonów kościoła. Obecne wykonano w 1928 roku w przedsiębiorstwie K. Schwabe z Białej. Na każdym z trzech dzwonów widnieje inskrypcja 'K. Schwabe - Biała 1928'. Dzwony ważą kolejno: 400, 500 i 650 kg. Na najlżejszym wyryto inskrypcję: Chleba naszego powszedniego daj nam dzisiaj, na kolejnym - Odpuść nam nasze winy, zaś na najcięższym Święć się imię Twoje. Najlżejszy z dzwonów jest zawieszony najwyżej, zaś najcięższy - najniżej.
Wewnątrz kościoła wystawiono tablicę pamiątkową ku czci Adeli i Ludwiki Bauerów.